# タオ族
タオ族（タオぞく、Tao、Tau、中国語：達悟族 Dáwùzú）は、台湾原住民のなかで唯一島嶼部に居住する民族集団。居住地域は台湾本島の南東沖の孤島蘭嶼である。人口は4000人程。島内に6つの村落を構成する。
自称のタオ（tao）はタオ語で人を意味する。ヤミ族（Yami、中国語：雅美族 Yáměizú）とも呼ばれる。これは日本の文化人類学者の草分けの一人である鳥居龍蔵によって命名された名称である。

## 言語
タオ語、中国語、日本語を話す。フィリピンのバタン諸島に暮らすイヴァタン族のイヴァターヌン語と極めて類似しており、通訳無しでコミュニケーションが可能なほどである。文字は持たないため、その表記にはカタカナやローマ字を用いる。日本の敗戦までに教育を受けた高齢者はタオ語と日本語だけ、中年世代はタオ語と中国語だけ、現代の子供たち（彼らの孫・ひ孫世代）は中国語しか話すことができず、コミュニケーション障害が発生して問題となっている。

## 宗教
第二次世界大戦後、宣教師が村々に入り、キリスト教が普及しつつある。カトリック、プレスビテリアンなど4つの宗派が存在している。固有には主要な漁獲物であるトビウオ、シイラや太陽や月を神格化したアニミズムを持つ。
毎年4月から7月にかけて飛魚祭が行われるなど、漁労や造船にかかわる風習が多く見られる。特にチヌリクランと呼ばれる漁労用のボートを作る場合には伝統的な意匠が施され、完成時には進水祭（ミチ・チヌリクラン）が行われる。この祭礼時には男たちは独特の威嚇的な表情と身振り(口をへの字に噛みしめ、両拳を握って肩を怒らせ、片方の拳を腹の前で回し続けるなど)を行う。
このトビウオ漁（2～6月）を締めくくる重要な祭典として、豊年祭が6月ごろに行われ、歌と踊りで収穫をもたらす神々に感謝をささげ、健康や集落の平和を祈る。本来は家族単位で行うものだったが、伝統文化の伝承を目的として近年集落単位の大規模な祭典が催されるようになった。頻繁に行うと悪運を招くと信じられており、開催は不定期。

## 習慣

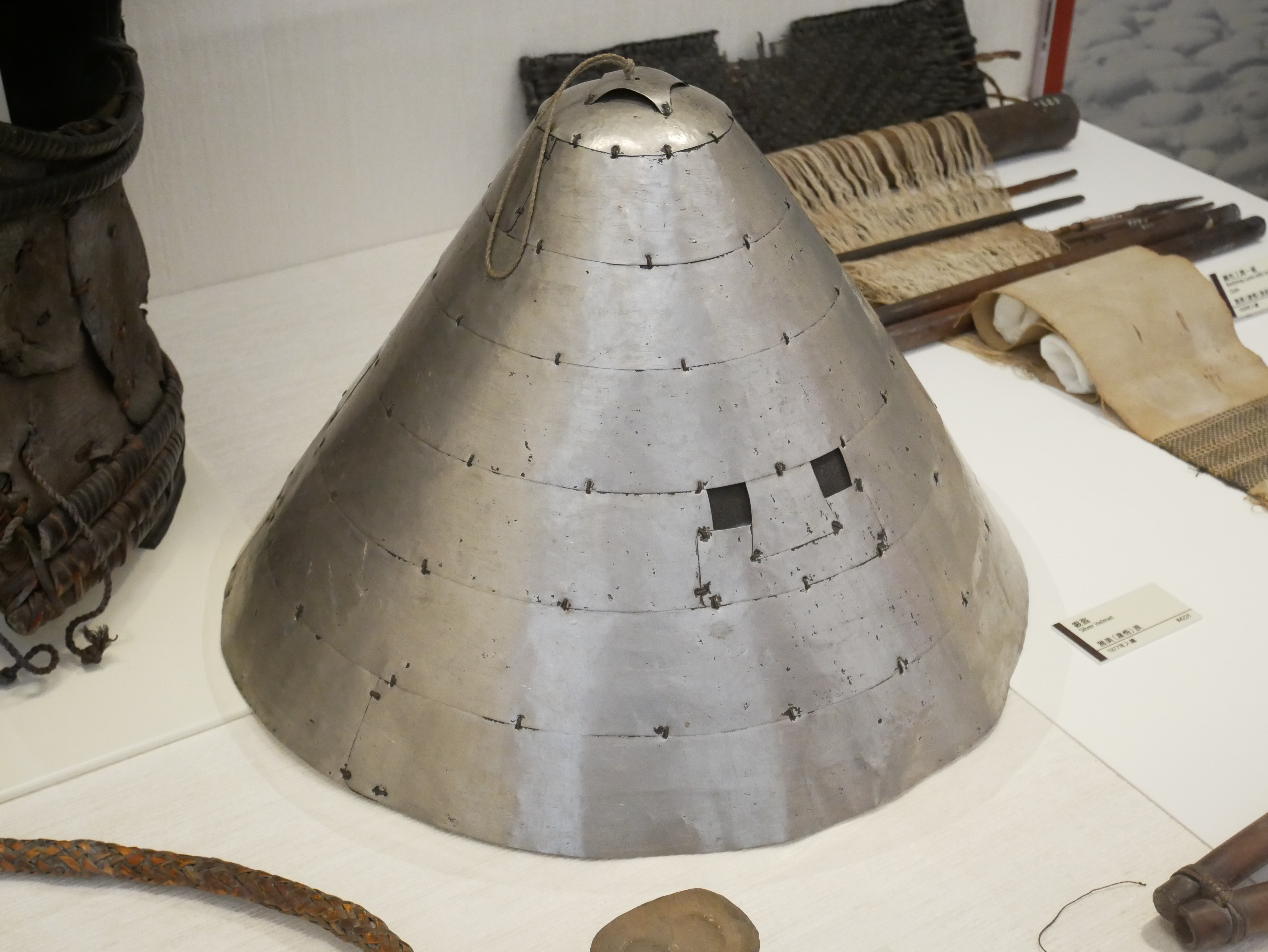
銀兜の模型。すっぽり頭から被り中央の四角い穴から外を見る。銀貨などを叩いて作り、完成した兜は豚や羊の血や海水をかけて祈ることで魔力を持つと信じられ、持ち主を守り、富をもたらすものとして祭や儀式の際に使われる。島では銀を産せず、製法はフィリピンのバタネスから伝わったとされる。

伝統的には男性は編み笠とふんどし、独特のベストを、女性は腰巻きを着用していたが、現在は祭礼の時などに見られるのみである。また、円錐形の金属製の兜と、悪魔避けの刀も正式な場では必須である。刀は台湾本島の原住民のものより、日本刀に近かった。武装は、集落ごとにトビウオ漁の水域争いや土地争いで闘争が多かったことの名残でもある。

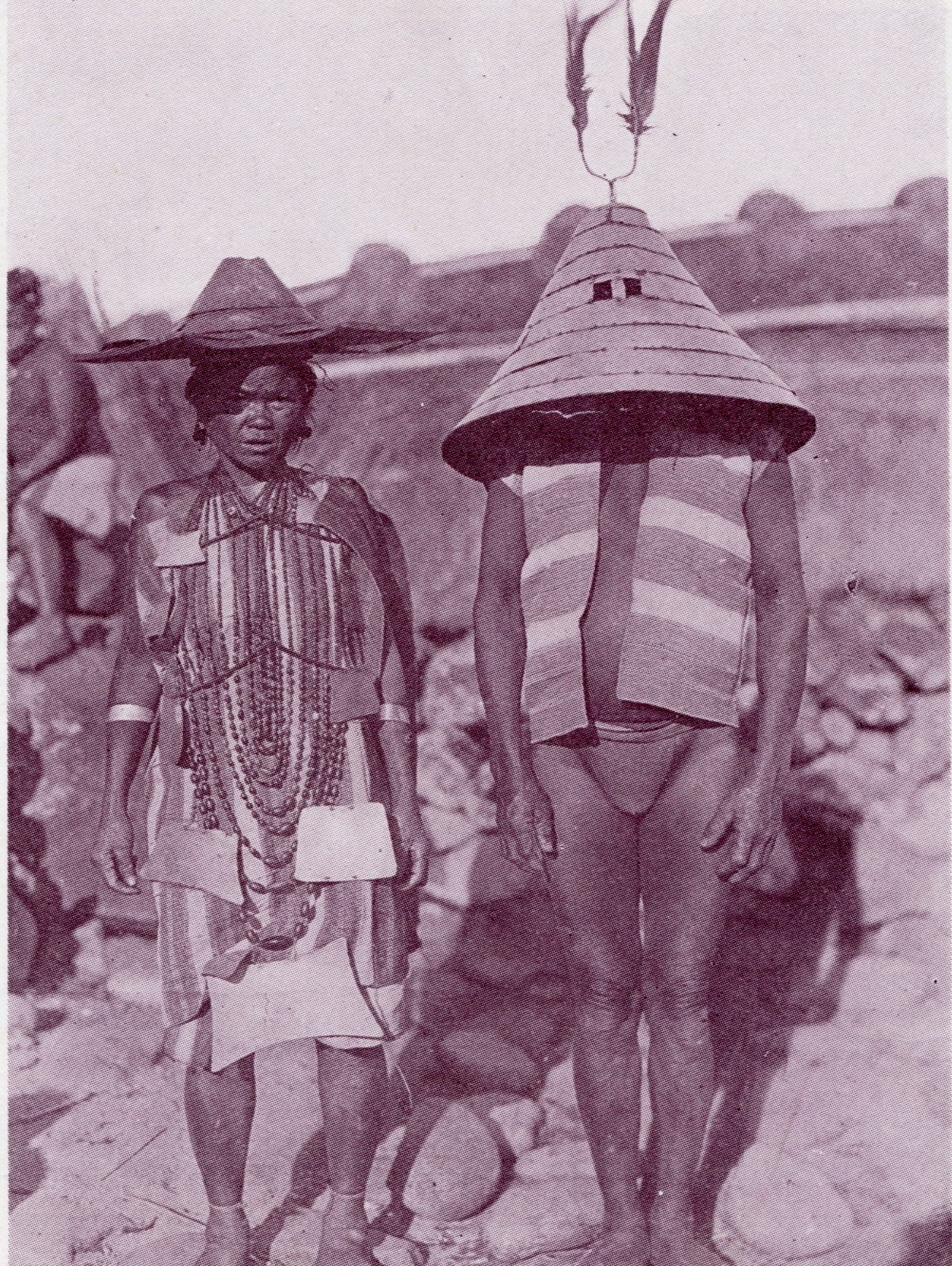
男女の盛裝（1930年）

もともと定住よりは移住型で、台湾本島の海岸に建築物を作り一定期間移住し、次の海岸に移住する。台湾政府も管理不能となっている。
女性の数が男性よりも少ないため、一妻多夫の制度があった。
台湾本島の原住民に比べ、おとなしく、首狩りの習俗もなく、他の社との争いも滅多になかった。孤島であったことから争い少なく性格温順にして農耕漁業に励み、陶磁器はじめ藤細工、木工、貝細工など手工を得意としていた。

## 文化

### 食文化
主食として食べるタロイモを水田や畑で栽培している。近年は、サツマイモ、スイカなどの栽培も行われているが、稲作は行っていない。
春に取れるトビウオは、背開きにして塩をまぶし、日干しにしてから燻製にして保存する。魚は生食したり焼き魚として食べる場合もある。素潜りで取れる貝類を食材とすることもある。儀礼の際などにはブタなどの畜肉も食べる。
現在は、台湾本島からさまざまな加工食品、生鮮食品が入ってきており、これらも食べている。

### 衣服
民族衣装は日本人の褌に似ている。

### 舞踊
女性が互いに手をつなぎあって踊る舞踊があり、祭祀の際になどに披露される。女性が髪を上下に振って踊る「頭髪舞」、男性がきねを手にして踊る「搗小米（アワつき）舞」、客をもてなす「迎賓舞」などがある。

### 住居

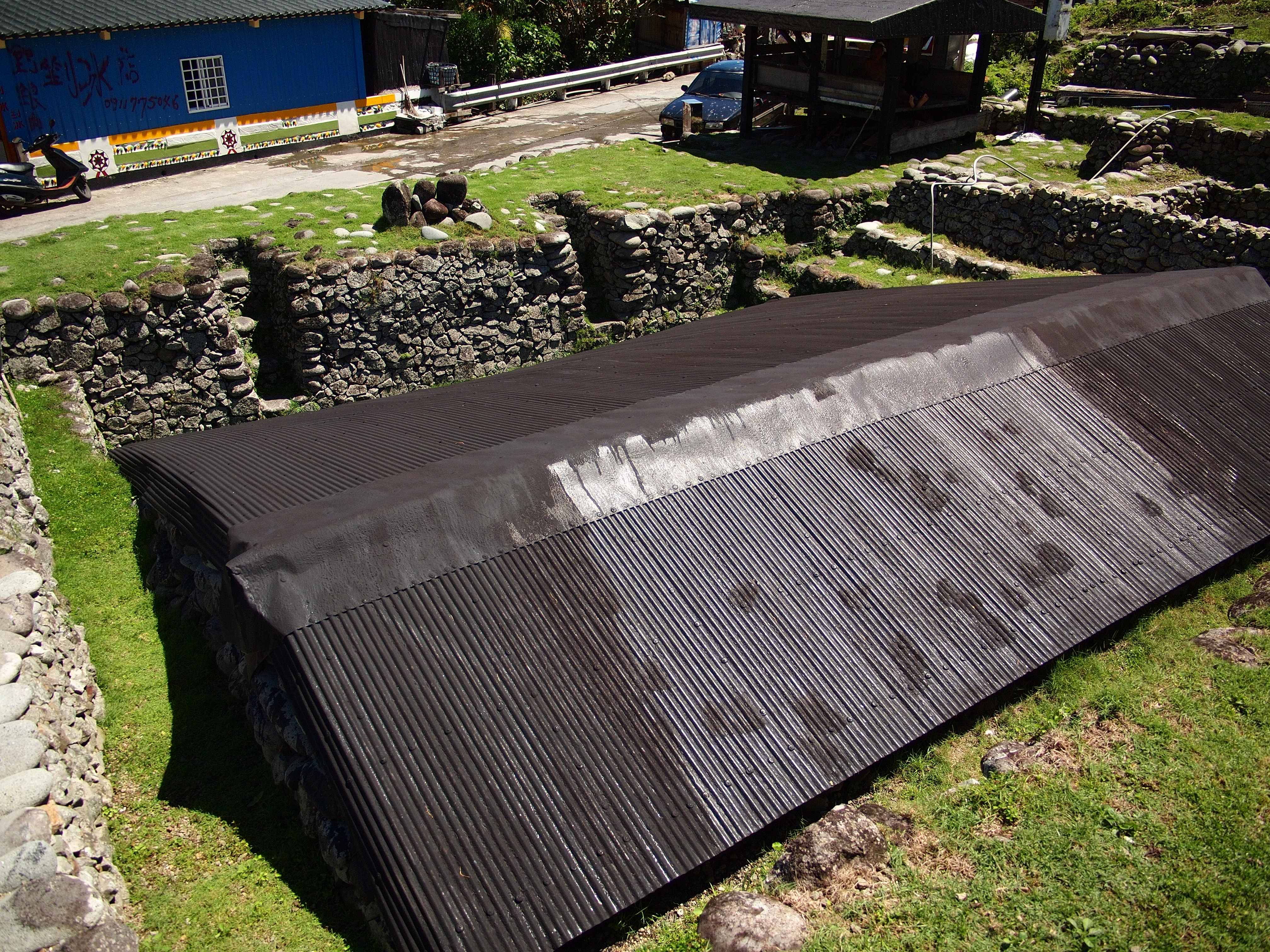
伝統住居

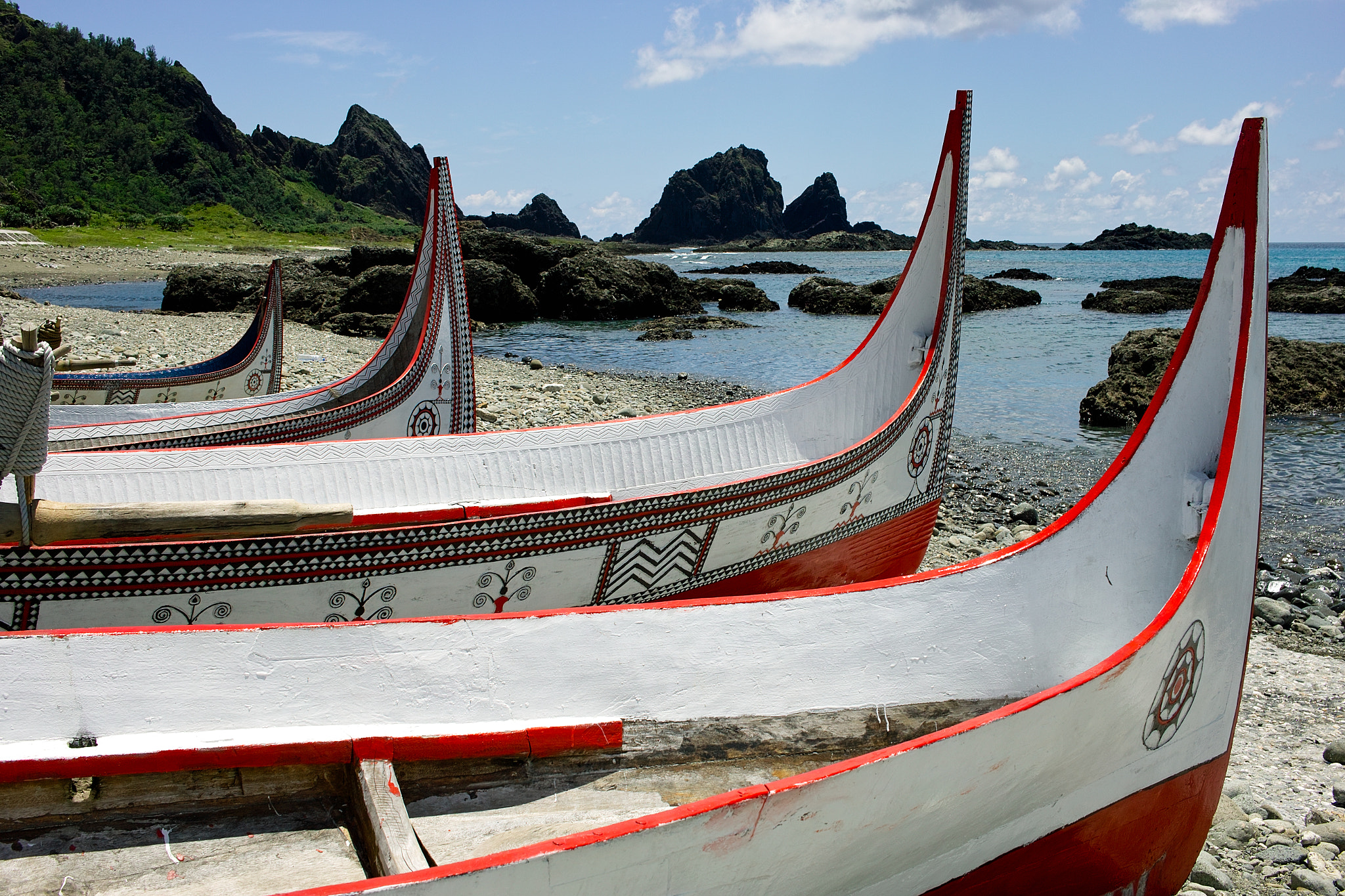
チヌリクランというボート

中国語で「地下屋」と呼ばれる、半地下式の壁の低い木造家屋に居住していた。台風が多いため、地面を掘って、排水施設を設け、雨風によって屋根がとばされたり、浸水しないような工夫が取られている。入り口は、通風を考えて前後に数カ所の狭い引き戸を設けるが、そのうちの一つに隙間を作り、外の様子を眺められるようにしている。室内の高さは、大人が座れる程度しかなく、竈は外に設置する。屋根はもともと茅葺きで、竹で固定していたが、1990年代から防水性のあるアスファルトルーフィングに変わっている。また、半地下式の住居を取り壊して、2階建てなどの住居への建て替えも進んでおり、伝統的な住居が密集しているのは野銀地区だけとなっている。

## 産業
島の主要な産業として、島外からの観光客やスクーバダイビング客、登山客を対象とした観光業がある。大きなホテルは島内に少数居住する漢民族系住民によって経営されており、タオ族住民は一部で民宿経営、ガイドなどをしているが、主導的な地位にない。
伝統的には漁業と水田でのタロイモ栽培によって自給自足的に生計をたててきた。また、ヤギの放牧や養豚、養鶏なども行われている。漁業の主な獲物はトビウオとシイラであり、特にトビウオは重視されている。彼らが用いるチヌリクランなどと呼ぶ漁船は独特のデザインと美しい装飾で知られ、海岸近くに半地下の小屋を作り収納している。ただ、近年は台湾島から来た漁民が巻き網などでトビウオを根こそぎにしてしまうので、漁獲量は著しく減っており、問題となっている。
島内にはこれといった就職先がないため、タオ族の若者たちは台湾本島の都市部に出稼ぎにでる傾向が強い。

## 核問題
島内には低レベル核廃棄物貯蔵施設があり、タオ族にはこの補償金が支払われているが、施設への反対運動は強い。